# Sam Stoller
Pour les articles homonymes, voir Stoller.
Sam Stoller, né le 8 août 1915 et mort le 29 mai 1985, est un athlète américain spécialiste du sprint et du saut en longueur, surtout connu pour son exclusion de l'équipe du relais 4 × 100 mètres aux Jeux olympiques d'été de 1936 à Berlin, aux côtés de Marty Glickman, les deux seuls athlètes juifs de l'équipe américaine. Après sa carrière sportive, Sam Stoller a été acteur. 

## Biographie

### Athlète

#### Jeux olympiques de 1936
Sam se prépare pour participer, avec son coéquipier Marty Glickman, au relais 4 × 100 mètres, qui doit s'étaler sur deux jours à partir du 8 août. L'équipe américaine de cette course est à l'origine composée des athlètes suivants : Sam en premier, Marty Glickman, Foy Draper puis Frank Wykoff. Cependant, l'entraîneur Lawson Robertson et son assistant Dean Cromwell remplacent Glickman et Stoller par Ralph Metcalfe et Jesse Owens le jour même de la compétition, alors que Draper et Wykoff restent dans l'équipe de départ. Robertson assure devant les deux coureurs écartés vouloir seulement choisir une équipe susceptible de battre des sportifs allemands qui cacheraient leurs meilleures performances.
S'il déclare juste après les Jeux qu'il ne courrait plus jamais, il participe quand même à de nouvelles compétitions l'année suivante, et remporte une course lors des NCAA.

### Carrière d'acteur
Quelque temps après les Jeux, Sam entre en contact avec le comédien Joe E. Brown, puis apparaît dans certains de ses films.

## Hommages
Sam Stoller meurt le 29 mai 1985, à l'âge de 69 ans. En 1998, le président du Comité olympique des États-Unis William Hybl décore Stoller (à titre posthume) et Glickman en hommage à leur exclusion lors des Jeux de 1936. Hybl déclare à l'époque l'avoir fait non seulement pour se racheter mais également pour « reconnaître deux grandes personnes »,.
En 2007, Stoller reçoit à nouveau à titre posthume une distinction par le Temple de renommée des sportifs internationaux juifs,.